# 瓦尔堡
瓦尔堡（德語：Warburg，發音：[ˈvaːɐ̯bʊʁk] ⓘ）是德国北莱茵-威斯特法伦州代特莫尔德行政区赫克斯特县的城市，面积168.84平方千米，2023年12月31日人口为23,336人。

## 地理
瓦尔堡是一座山城，主城区由老城和新城组成，老城位于迪默爾河谷，新城则在迪默尔河上方。